# L.S. Lowry
L.S. Lowry, właśc. Laurence Stephen Lowry (ur. 1 listopada 1887 w Stretford, zm. 23 lutego 1976 w Glossop) – brytyjski malarz. Wiele jego obrazów i rysunków przedstawia miejscowość Pendlebury, gdzie mieszkał i pracował przez ponad 40 lat. Oprócz tego na jego obrazach można znaleźć miasto Salford i jego okolice.
Lowry stworzył wiele obrazów przedstawiających sceny życia mieszkańców okręgów przemysłowych północno-wschodniej Anglii w połowie XX w. Miał swój charakterystyczny styl – ludzie na jego obrazach przypominają cienkie zapałki. Malował również tajemnicze bezludne pejzaże, portrety oraz niepublikowane dzieła przedstawiające postacie przypominające marionetki, które zostały odnalezione po jego śmierci.
Lowry często malował stylizowane figury, nie rysując przy tym żadnych efektów pogodowych, przez co czasami jest określany jako prymitywny „malarz niedzielny”, mimo że część jego obrazów można znaleźć w galeriach.
Duży zbiór prac Lowry’ego znajduje się w galerii The Lowry w dzielnicy Salford Quays w Salford. Lowry w ciągu swojego życia odrzucił 5 wyróżnień, w tym tytuł Knight Bachelor (kawaler) w 1968 roku, tym samym pobijając rekord w liczbie odrzuconych brytyjskich wyróżnień. 26 czerwca 2013 roku w muzeum Tate Britain otwarta została wystawa poświęcona Lowry’emu, wykonana w formie retrospektywy. W 2014 roku w Nankinie w Chinach została otwarta pierwsza wystawa poza granicami Wielkiej Brytanii poświęcona malarzowi.

## Wczesne życie
Laurence Stephen Lowry urodził się przy 8 Barrett Street w Stretford. Był to skomplikowany poród. Oprócz tego, jego matka Elizabeth miała nadzieję, że urodzi się dziewczynka, dlatego w pierwszych chwilach po porodzie czuła się niekomfortowo, kiedy patrzyła na swojego syna. Matka Lowry’ego zazdrościła swojej siostrze Mary, że ma „trzy wspaniałe córki”, a ona jednego „nieudolnego syna”. Ojciec Lowry’ego, Robert, był urzędnikiem pracującym w firmie Son Property Company. Robert był zamkniętym w sobie człowiekiem, opisywanym przez Lowry’ego jako „zimną rybę”.
Po narodzinach Lowry’ego stan zdrowia jego matki był zbyt zły, aby mogła kontynuować naukę. Uważana była za osobę utalentowaną i szanowaną, mającą aspiracje do zostania koncertową pianistką, jednakże z charakteru była nerwową i rozdrażnioną kobietą. Miała surowego ojca, który uczył ją żyć w wysokich standardach. Podobnie jak on, była nietolerancyjna wobec nieudaczników. Wykorzystywała swoje choroby jako środek posługiwania się swoim czułym i łagodnym mężem – w ten sam sposób wykorzystywała swojego syna. W wywiadach malarz wypowiadał się, że miał nieszczęśliwe dzieciństwo i dorastał w represyjnej rodzinnej atmosferze. Jego matka nie doceniała jego zdolności artystycznych, jednak dostawał od swoich rodziców szereg książek jako świąteczny prezent z opisem „Our dearest Laurie”. W szkole Lowry miał niewiele przyjaciół i nie wykazywał zdolności naukowych. Jego ojciec był przywiązany do niego, aczkolwiek był cichym człowiekiem, który najlepiej czuł się, kiedy był sam.
Dużą część swojego dzieciństwa Lowry spędził w Victoria Park na przedmieściach Manchesteru, ale w 1909 roku z powodu presji finansowych musiał przeprowadzić się ze swoją rodziną do przemysłowego miasta Pendlebury, gdzie zamieszkali pod adresem 117 Station Road. W mieście znajdowało się wtedy dużo fabryk włókienniczych i kominów przemysłowych i mało drzew. W późniejszym okresie swojego życia Lowry wspominał: „Początkowo nie znosiłem tego [krajobrazu Pendlebury], jednak po latach zainteresował mnie, a później dostałem obsesji na jego punkcie... Pewnego dnia spóźniłem się na pociąg odjeżdżający z Pendlebury – [miejsca] na które przez siedem lat nie zwracałem uwagi – po opuszczeniu stacji kolejowej ujrzałem budynek firmy Acme Spinning Company, a na nim długi rząd podświetlonych na żółto okien, znajdujących się naprzeciw ponurego popołudniowego nieba. Budynek powoli zaczynał zanikać... Obserwowałem tą scenerie – na którą patrzyłem wiele razy w myślach – z zachwytem...”

## Edukacja

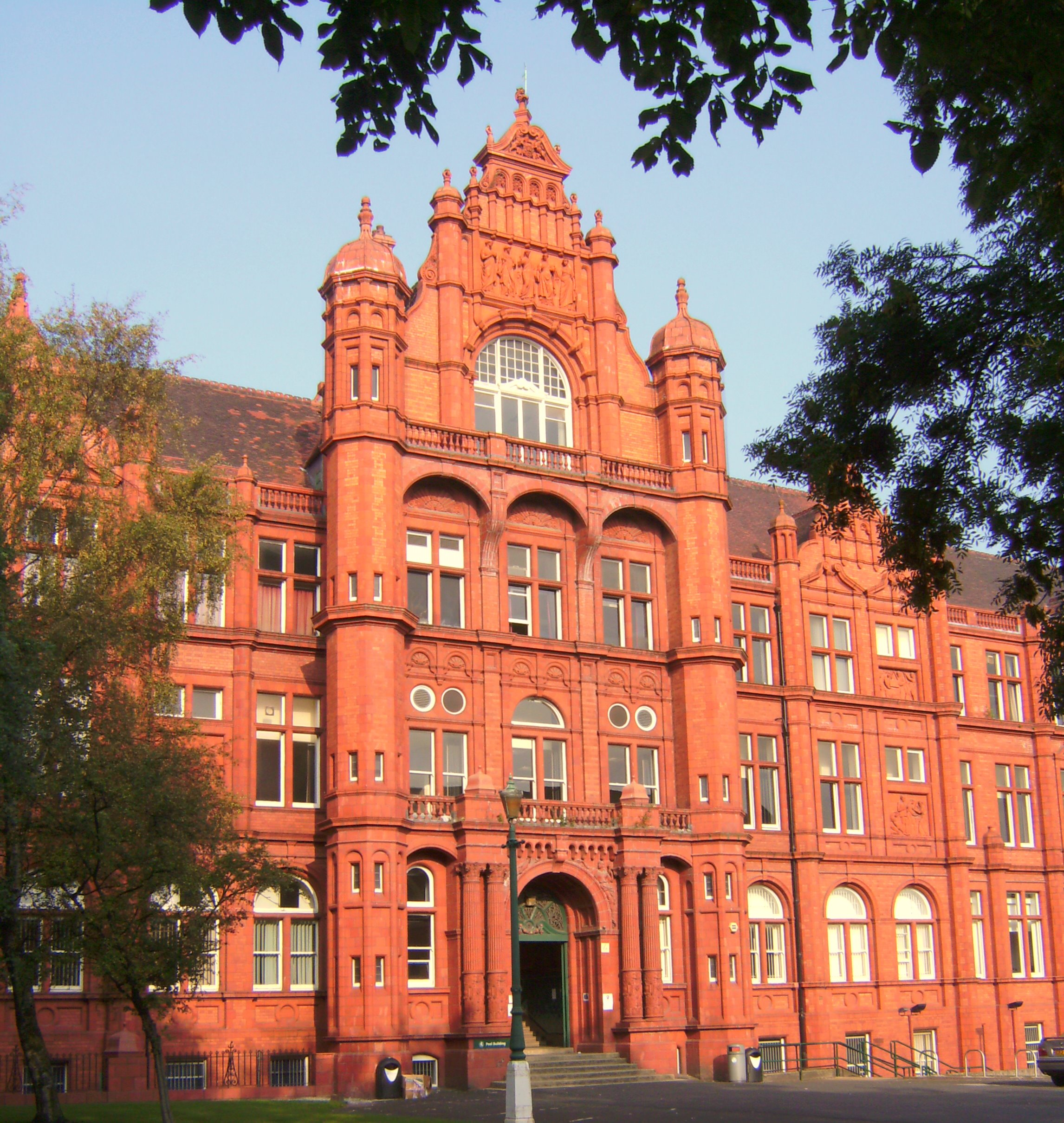
Peel Building – miejsce, w którym Lowry kształcił się na college’u Salford Royal Technical College (obecnie University of Salford). Z budynku można ujrzeć Peel Park, jeden z tematów jego obrazów.

Po ukończeniu szkoły, Lowry rozpoczął karierę pracując dla firmy Pall Mall Company, a następnie zajął się pobieraniem czynszu. W trakcie godziny obiadowej spędzał swój czas w Buile Hill Park.
W godzinach wieczornych Lowry brał prywatne lekcje sztuki antycznej oraz rysunku odręcznego. W 1905 roku został przyjęty do szkoły Manchester School of Arts, gdzie jego nauczycielem był francuski malarz impresjonistyczny Pierre Adolphe Valette. Lowry był pełen uznania dla Valette'a jako nauczyciela. W 1915 roku Lowry przeniósł się do Salford Royal Technical College (obecnie University of Salford), gdzie studiował do 1925 roku oraz gdzie zainteresował się malowaniem krajobrazów przemysłowych i zaczął tworzyć swój własny styl.

## Śmierć rodziców
Ojciec Lowry’ego zmarł w 1932 roku, pozostawiając niespłacone długi. Matka malarza, chora na nerwicę i depresję, została przykuta do łóżka i poddana opiece jego synowi, który zajmował się nią przez siedem kolejnych lat. Lowry malował po zaśnięciu matki, między godziną 22:00 a 2:00, a czasami nawet godzinę dłużej. Dużo obrazów Lowry’ego namalowana w tym okresie potępiała autoportrety (często określane jako „Okropne Głowy”). Jego dzieła wykazywały wpływ ekspresjonizmu; prawdopodobnie były inspirowane dziełami Vincenta van Gogha z wystawy w Manchester Art Gallery w 1931 roku. Lowry wyrażał ubolewanie, że jego matka nie była już w stanie cieszyć się z tego, że jego zdolności artystyczne zostały zauważone – matka Lowry’ego zmarła w 1939 roku; w tym samym roku w Londynie odbyła się pierwsza wystawa jego dzieł. Od połowy lat 30. XX w. do 1939 roku Lowry co roku wyjeżdżał na wakacje do Berwick-upon-Tweed. Po wybuchu wojny Lowry został ochotniczym fire watcherem. W 1943 roku został oficjalnym artystą wojennym. W 1953 roku został powołany na Oficjalnego Artystę Koronacji Królowej Elżbiety II.
Lowry był załamany po śmierci matki – zaniedbał swoje mieszkanie do tego stopnia, że w 1948 roku zostało przejęte przez jego właściciela. Z tego powodu musiał przeprowadzić się do „The Elms” w Mottram in Longdendale. Chociaż uważał ten dom za brzydki i niewygodny, to mieszkał w nim do końca swojego życia.

## Życie prywatne
W późniejszych latach swojego życia Lowry spędzał wakacje w Seaburn Hotel w mieście Sunderland, gdzie malował obrazy plaży, pobliskich portów i kopalń węgla. Gdy nie miał przy sobie szkicownika, rysował ołówkiem lub węglem drzewnym na odwrocie koperty, serwetce lub bilecie od szatni, a następnie swoje prace pokazywał młodym ludziom przebywającym ze swoimi rodzinami. Tego typu prace wykonane przez malarza są obecnie warte tysiące funtów; jeden ze szkiców wykonanych przez Lowry’ego na serwetce można znaleźć w Sunderland Marriott Hotel (dawniej Seaburn Hotel).
Lowry był skrytym i złośliwym człowiekiem. Jego anegdoty były bardziej znane z humoru niż z rozumienia, dlatego za ich pomocą malarz celowo wprowadzał innych w błąd. Również jego opowieści m.in. o fikcyjnej Ann często były niespójne. Zegary, które były zawieszone w jego salonie, miały ustawione różne godziny – Lowry usprawiedliwiał to tym, że nie chciał wiedzieć, jaka jest rzeczywista godzina; innym razem mówił, że chce w ten sposób ochronić się przed ogłuszeniem przez ich jednoczesny kurant.
Lowry miał wiele trwałych przyjaźni, m.in. z artystą Haroldem Riley pochodzącym z Salfordu. Nowy przyjaciół malarz poznał również w trakcie swojego dorosłego życia. Nabywał obrazy młodych malarzy, których podziwiał m.in. obraz Women with Black Cat Jamesa Lawrence’a Isherwooda, zawieszony na ścianie w jego malarni. Malarz przyjaźnił się również z niektórymi z tych malarzy. W listopadzie 1955 roku zaprzyjaźnił się z pochodzącą z Cumberland artystką Sheilą Fell, nazywając ją „największą malarką krajobrazów połowy XX wieku”. Udzielał jej wsparcia kupując jej obrazy, a następnie przekazując je muzeom. Malarka opisywała go w następujący sposób: „Wielki humanista. Żeby zostać humanistą, człowiek musi kochać istoty ludzkie. Żeby zostać wielkim humanistą, człowiek musi być od nich nieco oddalony.” Lowry nigdy się nie ożenił, jednak miał kilka przyjaciółek. W wieku 88 lat przyznał się, że „nigdy nie miał kobiety”.
Gdy w latach 50. XX w. jego sława zaczęła rosnąć, Lowry stawał się coraz bardziej zmęczony byciem w towarzystwie nieznanych mu ludzi, a jeszcze bardziej byciem odwiedzanych przez nich. Niektóre z jego niezrozumiałych opowiadały o Lowrym trzymającym walizkę przy drzwiach, dzięki czemu mógł domagać się pozostawienia go w samotności przez odwiedzających go ludzi – malarz uważał, że praktyka ta pomogła mu, kiedy pewien pomocny młody mężczyzna nalegał, że pomoże mu dojść na stację kolejową i kupi dla niego papier, dzięki czemu Lowry zakupi bilet na najbliższy przystanek i nie zostanie przyłapany na nieposiadaniu przez niego biletu. Mimo to Lowry był uprzejmy dla mieszkańców Mottram, którzy szanowali malarza i jego prywatność; będąc na emeryturze, Lowry poruszał się po okolicy za pomocą autobusu. Przy światłach sygnalizacyjnych w Mottram in Longdendale znajduje się pomnik malarza wykonany z brązu.
Mimo że prezentował siebie jako „zwykłego człowieka”, i że nie potrafił docenić sztuki post-klasycznej, Lowry wydawał się być świadomy trendów sztuki połowy XX w. W wywiadzie z Mervyn Levy wyraził swój podziw dla dzieł René Magritte i Luciana Freuda, choć przyznał, że nie rozumie dzieł Francisa Bacona. Kiedy zaczął sprzedawać swoje dzieła za wyższe sumy, Lowry zakupił szereg dzieł i szkiców prerafaelickiego artysty Dantego Gabriela Rossetti. Wiele z tych prac było portretami Elizabeth Siddal, Jane Morris oraz Annie Miller, muzy Williama Holmana Hunta. Lowry uważał Rossettiego za swoje główne natchnienie.
Chociaż Lowry był człowiekiem samotnym i nielubiącym przebywać w towarzystwie nieznanych mu ludzi, często uczęszczał na mecze piłkarskie. Był zagorzałym kibicem klubu Manchester City F.C.

## Emerytura
Lowry odszedł z Pall Mall Company w 1952 roku, w dniu swoich 65. urodzin. Został zatrudniony na stanowisku głównego kasjera, jednak nigdy nie przestał zbierać czynszu. Firma wspierała jego rozwój artystyczny i oprócz corocznego urlopu dawała mu czas wolny na wykonywanie ekspozycji. Margery Thompson poznała go, kiedy była uczennicą – po pewnym czasie Lowry stał się częścią jej rodzinnego grona – uczęszczał na koncerty z jej rodziną i przyjaciółmi, odwiedzał w jej domu oraz gościł ją w swoim domu w Pendlebury, gdzie dzielił się z nią swoją wiedzą o malarstwie. W latach 50. XX w. Lowry odwiedzał przyjaciół w Cleator Moor w hrabstwie Kumbria (gdzie Geoffrey Bennett była menedżerką Westminster Bank) i Southampton (gdzie Margery Thompson przeprowadziła się po ślubie). Lowry namalował m.in. obraz banku w Cleator Moor, Woolston Floating Bridge w Southampton i scenerie innych miejsc, które odwiedzał w drodze do domów swoich przyjaciół.
W 1957 roku niespokrewniona z nim 13-letnia uczennica Carol Ann Lowry za namową swojej matki napisała list do Laurence’a, w którym poprosiła go o radę, jak stać się artystą. Lowry odwiedził ją w jej domu w Heywood i zaprzyjaźnił się z jej rodziną. Jego przyjaźń z Carol Ann Lowry trwała do końca jego życia.
W latach 60. XX w. Lowry razem z urodzonym w Warrington malarzem Reginaldem Waywellem D.F.A. zorganizował wystawę swoich dzieł w Salford.
Lowry żartował, że chce przejść na emeryturę ze świata sztuki, głównie ze względu na brak zainteresowania zmieniającym się krajobrazem. Był to powód, dla którego zaczął koncentrować się na rysowaniu wymyślonych przez niego figur i postaci. Nie ujawniając nowego zainteresowania przed swoimi przyjaciółmi i resztą społeczeństwa, Lowry stworzył serię dzieł erotycznych, które zostały ujawnione dopiero po jego śmierci. Malowidła przedstawiały postać o imieniu Ann, która pojawiała na jego kolejnych portretach i szkicach do końca jego życia. Kiedy te prace były eksponowane na Stuleciu Rady Artystycznej w Barbican Centre w 1988 roku, krytyk sztuki Richard Dorment w Daily Telegraph napisał, że te prace „ujawniają niepokój seksualny, który w ciągu ostatnich 60 lat nie był w ten sposób przedstawiany w dziełach artystycznych”. Jego dzieła erotyczne, określane również jako „marionetkowe szkice” lub „marionetkowe dzieła”, są przechowywane w Lowry Centre i są dostępne dla odwiedzających, którzy decydują się na obejrzenie ich. Niektóre z nich są wystawione na widok publiczny w systemie rotacyjnym. Howard Jacobson, pisarz pochodzący z Manchesteru, uważa, że te dzieła są częścią melancholijnego poglądu Lowry’ego na świat i że mogłyby zmienić sposób, w jaki ludzie postrzegają jego dzieła, gdyby były dostępne dla szerszej publiczności.

## Śmierć i spadek

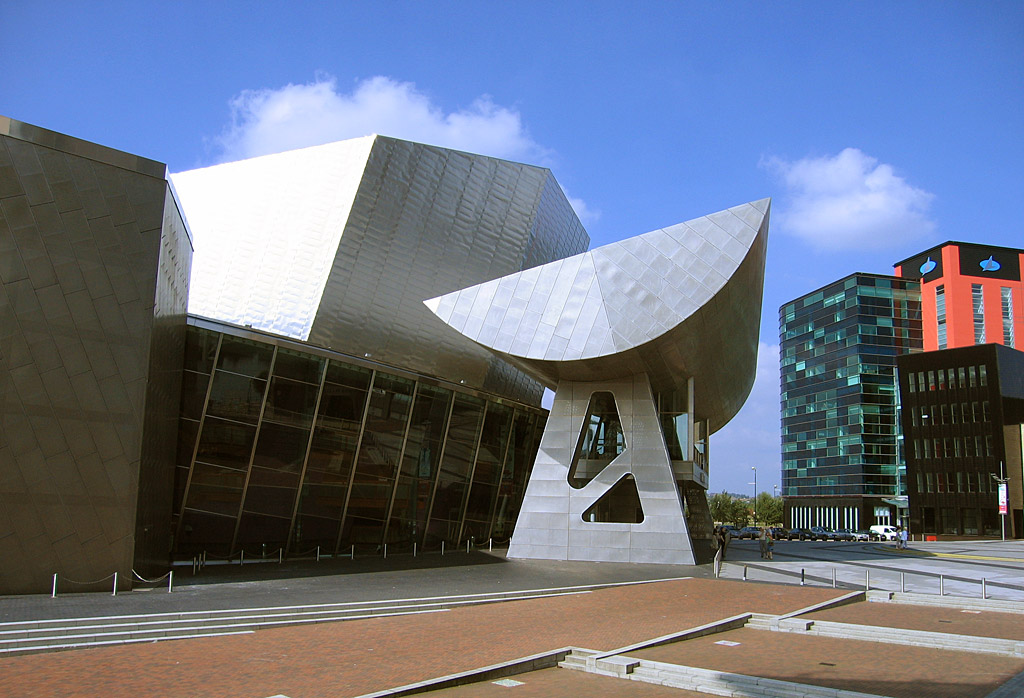
Wejście do Lowry Centre w Salford Quays

Lowry zmarł 23 lutego 1976 roku na zapalenie płuc w szpitalu Woods Hospital w Glossop, w wieku 88 lat. Został pochowany na cmentarzu Southern Cemetery w Manchesterze, obok swoich rodziców. Pozostawił majątek o wartości 298 459 funtów, znaczną liczbę dzieł sztuki namalowaną przez siebie i innych, który przepisał w spadku Carol Ann Lowry, która w 2001 roku zabezpieczyła podpis artysty znakiem towarowym.
Lowry pozostawił po sobie dziedzictwo kulturowe. Jego dzieła często są sprzedawane za miliony funtów i stają się inspiracją dla innych artystów. The Lowry w Salford Quays został otwarty w 2000 roku – koszt jego budowy wyniósł 106 mln funtów i został nazwany na cześć malarza. Powierzchnia budynku wynosi ok. 2000 m². Znajduje się w nim 55 obrazów i 278 rysunków (największy zbiór jego prac na świecie), w tym ok. 100 prac na pokaz. W styczniu 2005 roku w Mottram in Longdendale, ok. 90 metrów od jego domu został odsłonięty pomnik na jego cześć. Od czasu odsłonięcia pomnik jest celem wandali. W 2006 roku Lowry Centre w Salford było gospodarzem występu tanecznego inspirowanego twórczością Lowry’ego.
26 czerwca 2013 roku w Tate Britain w Londynie otwarta została retrospektywa poświęcona malarzowi.

## Nagrody i wyróżnienia
W 1945 roku Lowry został wyróżniony tytułem Master of Arts przez University of Manchester, natomiast w 1961 roku nadano mu honorowy stopień Doctor of Letters. W kwietniu 1955 roku został wybrany Stowarzyszonym Członkiem Royal Academy of Arts, a w kwietniu 1962 roku uzyskał pełny tytuł Royal Academician. Pod koniec grudnia tego samego roku otrzymał tytuł Senior Academician – otrzymał go w wieku 75 lat. W 1965 roku został honorowym obywatelem miasta Salford. W 1975 roku otrzymał tytuł doctor honoris causa przez uniwersytety w Salford i Liverpoolu. W 1964 roku obchodzono 77. urodziny Lowry’ego, przez co odbył się szereg wystaw z jego dziełami, a w muzeum Monk's Hall Museum w Eccles 25 artystów złożyło mu hołd. Brytyjska orkiestra The Hallé wykonała koncert na jego cześć, natomiast Harold Wilson użył jego obrazu The Pond w jego oficjalnej kartce świątecznej. Obraz Lowry’ego pt. Coming Out of School został przedstawiony na znaczku pocztowym z najwyższym nominale w całej serii przedstawiającej wielkich brytyjskich artystów, wydanej przez Post Office w 1968 roku.
Lowry dwukrotnie odmówił odebrania Orderów Imperium Brytyjskiego: jako oficer (OBE) w 1955 roku i jako komandor (CBE) w 1961 roku. W 1968 roku malarz odmówił odebrania tytułu szlacheckiego, natomiast w 1972 i 1976 roku odmówił wyróżnienia Orderem Kawalerów Honorowych (CH). Obecnie Lowry jest osobą, która najwięcej razy odmówiła odebrania tego typu wyróżnień.

## Cytaty
Dot. krajobrazów przemysłowych:
- „Przeprowadziliśmy się do Pendlebury w 1909 roku z mieszkalnej dzielnicy Manchesteru, co nie spodobało się nam. Mój ojciec chciał tu przybyć ze względu na swojego znajomego i z powodów biznesowych. Nasze mieszkanie znajdowało się tuż obok niego. Mojej matce nie podobało się to miejsce i mi z początku również, jednak po około roku przyzwyczaiłem się do niego, a później wchłonęło mnie, aż w końcu wzbudziło we mnie namiętność. Wtedy zacząłem się zastanawiać, czy jest ktokolwiek inny, który to czuje. Nie jedna czy dwie osoby; i wydawało mi się, że w tym czasie był to bardzo dobry temat dotyczący przemysłu. Poza tym nie widziałem nikogo innego, kto przechodziłby przez to samo co ja- i wygląda na to, że nikt inny przez to nie przechodził.”
- „Większa część moich okolic i miejskich krajobrazów w moim rejonie była niejednorodna. Składały się z w połowie prawdziwych i w połowie wyimaginowanych [...] części mojej miejscowości. Nawet nie wiedziałem, że składam je w jedną całość. One po prostu same się pojawiają, tak jak dzieje się to w snach.”

Dot. jego stylu:
- „Chciałem namalować sobie to, co mnie wchłania [...] Naturalne figury złamałyby jego zaklęcie, więc tworzyłem w połowie nierealne figury. Niektórzy krytycy twierdzą, że ze swoich figur stworzyłem kukiełki, które wyglądają, jak gdyby moim celem było wskazać, że poruszyły nimi wysokie potrzeby ekonomiczne. Prawdę mówiąc, nie myślałem zbyt dużo o ludziach. Nie interesuję się nimi w ten sam sposób jak społeczni reformatorzy. Oni są tylko częścią piękna, które mnie prześladowało. Kochałem w ten sam sposób ich i ich domy: jako część mojej wizji.”
- „Jestem prostym człowiekiem i używam prostych materiałów: węgiel kostny, cynober, błękit pruski, żółtą ochrę i białe płatki, natomiast nie używam medium [tworzywo, z którego artysta tworzy dzieło sztuki]. To wszystko, co kiedykolwiek używałem przy malowaniu obrazów. Lubię oleje [...] Lubię medium, ponieważ za jego pomocą możesz malować przez cały czas.”

Dot. malowania przez niego krajobrazów morskich:
- „To bitwa życia – turbulencja morza [...] Przez całe życie lubiłem morze, to, jakie jest wspaniałe, ale również myślę sobie, jakie potrafi być straszne [...] co, jeśli nagle zmieni się jego sposób myślenia i nie nastąpi przypływ?”

O sztuce:
- „Nie musisz posiadać mózgu, żeby malować – wystarczą uczucia.”
- „Nie jestem artystą. Jestem człowiekiem, który maluje.”
- „Ta sztuka to straszny biznes.”

## Dzieła
Prace Lowry’ego znajdują się w wielu prywatnych i publicznych kolekcjach. Największa kolekcja jego dzieł jest w posiadaniu Salford City Council, w The Lowry. Tamtejsza kolekcja liczy ok. 400 dzieł. Rentgenowska analiza ujawniła ukryte figury pod jego rysunkami – figury o imieniu „Ann”. Going to the Match jest własnością Professional Footballers' Association (PFA) i tymczasowo znajduje się na wystawie w National Football Museum.
Tate Gallery w Londynie posiada 23 prace malarza. W muzeum w Southampton znajdują się prace The Floating Bridge, The Canal Bridge i An Industrial Town. Jego prace są przedstawiane również w Museum of Modern Art w Nowym Jorku i w Christchurch Art Gallery w Christchurch w Nowej Zelandii, gdzie znajduje się obraz Factory at Widnes. Obraz był jednym z największych nabytków galerii w latach 50. XX w. i częścią tamtejszej kolekcji współczesnych brytyjskich dzieł.
W ciągu swojego życia Lowry namalował tysiąc obrazów i narysował 8 tys. rysunków.

### Najważniejsze dzieła
- 1906 Still Life
- 1910 Clifton Junction Morning
- 1912 Portrait of the Artist's Mother
- 1917 Coming from the Mill – wczesny przykład tego, co stało się znane jako styl Lowry’ego
- 1919 Frank Jopling Fletcher – portret pokazujący, że Lowry użył podczas jego tworzenia unikalny styl, niebędący konsekwencją braku umiejętności malarskich
- 1922 A Manufacturing Town – archetypowypowy krajobraz przemysłowy namalowany przez Lowry’ego
- 1922 Regent Street, Lytham
- 1925 Self Portrait
- 1926 An Accident
- 1927 Peel Park, Salford – galeria i muzeum, które Lowry lubił w szczególności, i gdzie znajdowała się kolekcja jego dzieł, zanim otwarty został teatr i galeria The Lowry
- 1927 A View from the Bridge
- 1927 Coming Out of School – pierwsze dzieło Lowry’ego zakupione przez Tate Gallery i Lorda Duveena Funda
- 1928 A Street Scene – pierwsze dzieło Lowry’ego zakupione przez Salford City Art Gallery
- 1928 Going to the Match
- 1930 Coming from the Mill
- 1934 The Empty House
- 1935 Street Scene (George Street, Pendlebury)
- 1935 A Fight
- 1935 The Fever Van[26]
- 1936 Laying a Foundation Stone – burmistrz Swinton i Pendlebury kładący kamień węgielny w Clifton[27]
- 1937 The Lake
- 1938 A Head of a Man
- 1940 The Bedroom – Pendlebury
- 1941 Barges on a Canal
- 1941 Houses on a Hill[28]
- 1942 The Sea – smutny obraz przedstawiający wybrzeże w Berwick
- 1942 Blitzed Site
- 1943 Britain at Play – sceneria przedstawiająca zatłoczony St Michael's Flags and Angel Meadow Park w Manchesterze
- 1943 Going To Work – obraz namalowany za czasów, kiedy malarz był artystą wojennym; znajduje się w kolekcji Imperial War Museum[29]
- 1945 V.E. Day[30]
- 1946 The Park
- 1946 Good Friday, Daisy Nook – sprzedany w 2007 za 3.8 mln funtów (najdroższe z dzieł Lowry’ego)[31]
- 1947 A River Bank[[32] – sprzedany w 1951 roku Bury City Council; w 2006 roku ponownie sprzedany za kontrowersyjną sumę 1.25 mln funtów przez Metropolitan Borough of Bury w celu pokrycia deficytu budżetu w wysokości 10 mln funtów[33]
- 1947 Iron Works
- 1947 Cranes and Ships, Glasgow Docks – zakupiony przez Glasgow City Council w listopadzie 2005 roku za 198 400 funtów, obecnie wystawiony na widok publiczny przez Kelvin Hall[34]
- 1949 The Canal Bridge
- 1949 The Football Match – niewidziany publicznie przez jedną lub dwie dekady do maja 2011 roku, kiedy była oferowana na sprzedaż w Christie’s[31]; sprzedana za rekordową sumę 5.6 mln funtów[35]
- 1950 The Pond[36] – obraz został użyty w 1964 roku przez premiera Harolda Wilsona na jego karcie świątecznej
- 1952 Ancoats Hospital Outpatients Hall – jedno z niewielu dzieł Lowry’ego przedstawiające wnętrze budynku, przekazane The Whitworth Gallery w 1975 roku. Szpital Ancoats Hospital w 2013 roku został uratowany przed zburzeniem przez społeczność 'Save Ancoats Dispensary'.
- 1953 Football Ground – obraz przedstawiający fanów klubu Bolton Wanderers F.C. zmierzających na ich dawny stadion Burnden Park; namalowany na zowdy organizowane przez The Football Association, po pewnym czasie jego nazwa została zmieniona na Going to the Match i zakupiona w 1999 roku przez Professional Footballers' Association za 1.9 mln funtów[37].
- 1955 A Young Man[38]
- 1955 Industrial Landscape[39]
- 1956 The Floating Bridge – jedno z dwóch dzieł malarza w posiadaniu miasta Southampton; przedstawia znajdujący się na terenie miasta most eksploatowany do 1977 roku
- 1956 Factory at Widnes – w posiadaniu Christchurch Art Gallery w Christchurch w Nowej Zelandii
- 1957 Man Lying on a Wall – można zauważyć na nim delikatny żart w postaci teczki z inicjałami „LSL” trzymanej przez mężczyznę
- 1957 Portrait of Ann
- 1959 On the Sands
- 1960 Gentleman Looking at Something
- 1961 River Wear at Sunderland
- 1961 A Carriage – przekazany królowej w 1962 roku
- 1962 Two People
- 1963 The Sea
- 1967 Industrial Scene
- 1967 Tanker Entering the Tyne

### Ważniejsze rysunki
- 1908 Head from the Antique
- 1914 Seated Male Nude
- 1919 Robert Lowry
- 1920 The Artist's Mother
- 1931 Pendlebury Scene
- 1936 Dewars Lane (Dewars Lane to obecnie część szlaku Lowry Trail w Berwick-upon-Tweed)
- 1942 A Bit of Wenlock Edge
- 1956 Berwick Pier and Lighthouse
- 1957 Woman with Beard
- 1958 The Elms (dom Lowry’ego w Mottram in Longdendale)
- 1961 Colliery, Sunderland
- 1969 The Front, Hartlepool
- (brak daty) Palace Street, Berwick
- (brak daty) The Match
- 1945 (?) St Luke's Church, Old Street, London

### Skradzione dzieła Lowry’ego
Pięć dzieł sztuki Lowry;ego zostało skradzionych z Grove Fine Art Gallery w Cheadle Hulme. Najcenniejszymi z nich są The Viaduct (0.7 mln funtów) i The Tanker Entering the Tyne (0.5 mln funtów). Skradzione zostały również The Surgery, The Bridge at Ringley i The Street Market. Obrazy zostały odnalezione w domu w Halewood niedaleko Liverpoolu.

## Hołd
- Z okazji setnej rocznicy urodzeń Lowry’ego Royston Futter, dyrektor L. S. Lowry Centenary Festival w imieniu miasta Salford i BBC zlecił zespołowi tanecznemu Northern Ballet oraz Gillian Lynne stworzyć dramat taneczny na jego cześć. A Simple Man został wyreżyserowany przez Gillian Lynne – muzykę do dramatu stworzył Carl Davis, wystąpili w nim m.in. Christopher Gable i Moira Shearer (jej ostatnia rola taneczna). Dramat wygrał w 1987 roku nagrodę Brytyjskiej Akademii Sztuk Filmowych i Telewizyjnych w kategorii najlepszego programu artystycznego. Został następnie przeniesiony na scenę i po raz pierwszy wykonany w Manchesterze w 1987 roku oraz w Londynie w Sadler’s Wells Theatre w 1988 roku.
- W lutym 2011 roku w Sam's Chop House, ulubionym pubie Lowry’ego, został zamontowany wykonany z brązu pomnik malarza[41].

## Rynek sztuki
W marcu 2014 roku 15 dzieł z kolekcji AJ Thompson Collection zostało sprzedanych na aukcji w Sotheby’s w Londynie. Obrazy zostały sprzedane za ok. 15 mln funtów, jednak dwa z nich zostały wycofane z licytacji, ponieważ nie udało się osiągnąć ceny minimalnej. Thompson, właściciel Salford Express, kolekcjonował tylko rysunki wykonane przez malarza, zaczynając w 1982 roku. Na aukcji były licytowane m.in. Peel Park, Salford i Piccadilly Circus, London – najdroższy obraz z całej kolekcji, sprzedany w 2011 roku za 5.6 mln funtów i w 2014 roku na aukcji w Sotheby's za 5.1 mln funtów.

## W kulturze masowej
- W styczniu 1968 zespół rockowy Status Quo złożył hołd Lowry’ego w utworze pt. Pictures of Matchstick Men. W 1989 roku zespół Camper Van Beethoven nagrał cover utworu.
- W 1978 roku utwór duetu Brian and Michael pt. Matchstalk Men and Matchstalk Cats and Dogs dostał się na 1. miejsce UK Singles Chart. W 1980 roku utwór znalazł się na albumie The Rovers zespołu The Irish Rovers.
- W teledysku do utworu The Masterplan pochodzącego z Manchesteru zespołu Oasis użyto animację przypominającą dzieła malarza.
- Projektant mody Christopher Bailey podczas tworzenia kolekcji ubrań na sezon jesień/zima 2008/2009 inspirował się dziełami malarza.
- W sierpniu 2010 roku w Berwick-upon-Tweed zespół teatralny Brass Bastion wykonał przedstawienie pt. Figures Half Unreal, gdzie Lowry był regularnym gościem[43].
- Lowry zajmuje znaczące miejsce w utworze 30-Year War zespołu Manic Street Preachers, znajdujący się na ich albumie pt. Rewind The Film.
- Malarz pojawia się jako jedna z ważniejszych postaci w musicalu pt. The Grandfather Paradox z 2012 roku.